# Bicêtre

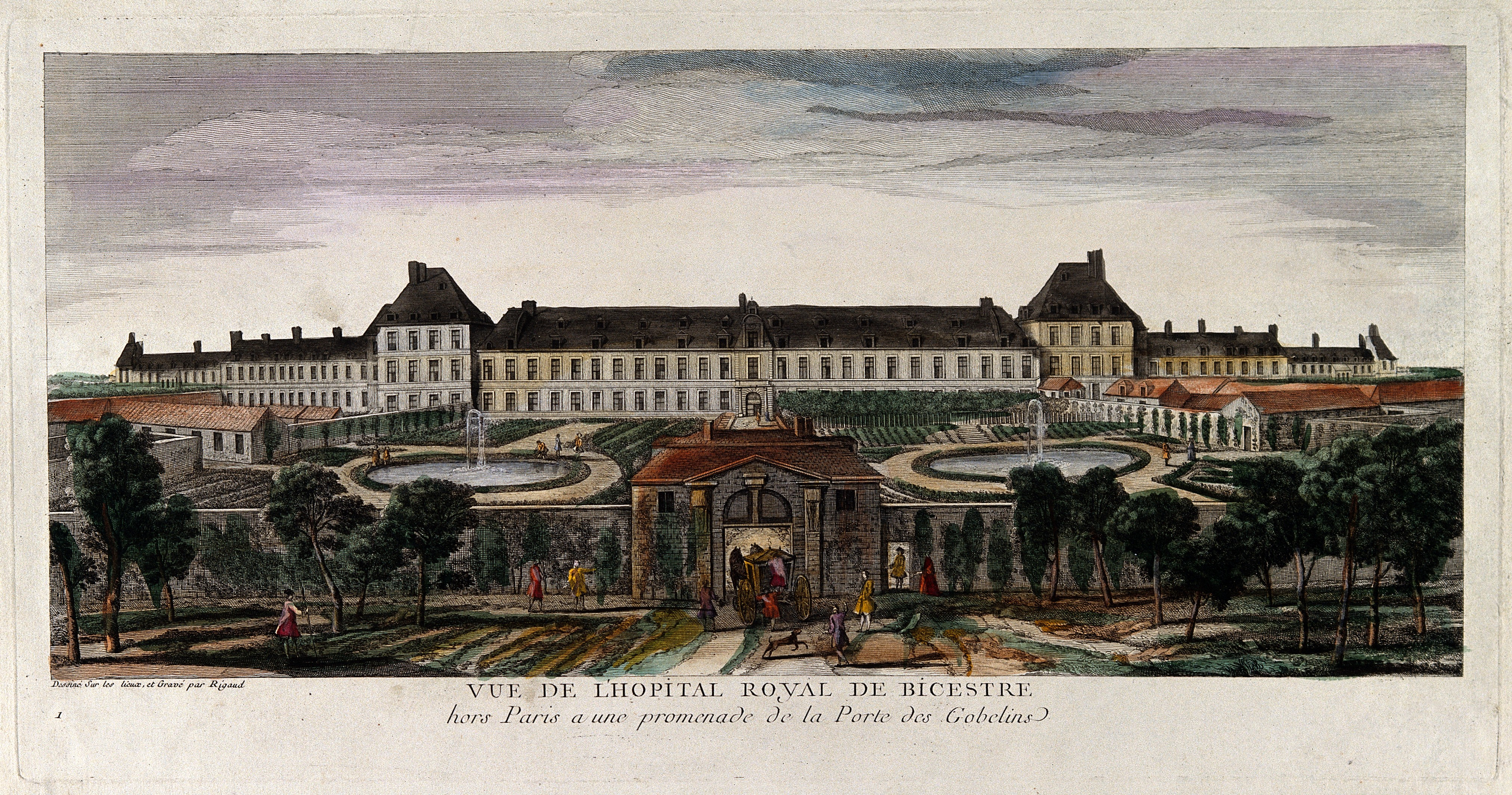
Jacques Rigaud: Panoramablick auf das Hospital und die Gärten von Bicêtre.

Bicêtre war ein Schloss, ein Hospital, ein Irrenhaus und ein Gefängnis im heutigen Le Kremlin-Bicêtre in der Nähe und südwestlich von Paris.

## Das Schloss
Der Name stammt von einer Burg, die auf Grund und Boden errichtet wurde, den Jean de Pontoise, Bischof von Winchester 1282–1304, 1286 gekauft hatte. Die Verballhornung des Ortsnamens machte Winchester erst zu Vincestre, dann zu Bicestre und schließlich Bicêtre. 1294 konfiszierte König Philipp IV. die Burg, die später zu einer der bevorzugten Residenzen der letzten Kapetinger und erstem Valois wurde. Sie galt in dieser als eine der reichsten Fürstenresidenzen des Landes: 1330 wurde das Schloss mit einer Porträtgalerie von Päpsten, Königen, Kardinälen und Fürsten ausgestattet. Bicêtre kam in den Besitz von Jean de Valois, duc de Berry (1340–1416), der das Schloss renovierte und hier einen Teil seiner Sammlungen unterbrachte.
Im Mai 1401 fand in Bicêtre die Hochzeit zwischen Amadeus VIII., Graf von Savoyen († 1452), und Maria von Burgund (1380–1422), einer Tochter von Philipp dem Kühnen, Herzog von Burgund, statt. Am 2. November 1410 wurde hier der Vertrag von Bicêtre geschlossen, einer der ersten Friedensschlüsse zwischen den Parteien zu Beginn des Bürgerkriegs des Armagnacs und Bourguignons. 1411 wurden die Gebäude im Zusammenhang mit diesem Bürgerkrieg niedergebrannt.

## Das Krankenhaus und Gefängnis
König Ludwig XIII. ordnete 1633 den Bau eines Asyls für verkrüppelte (invalide), alte und gebrechliche Soldaten (soldats estropiés, vieux et caducs) auf den Ruinen der Burg an. Das Hospital wurde 1647 auf Initiative von Vinzenz von Paul zum Heim für Findelkinder (Hôpital des Enfants-Trouvés) erweitert. Unter Ludwig XIV. war das Haus ab 1656 Teil eines allgemeinen Krankenhauses und wurde mit der Aufnahme von Bettlern und sonstigen unerwünschten Personen (indésirables) beauftragt.
1735 wurde die Ankunft eines jansenistischen Geistlichen mit Namen Fuzier, der sich um die Chorknaben kümmern wollte, zum Beginn eines Konflikts, der zehn Jahre später unter der Bezeichnung Affaire de l’Hopital général ausbrach, und bei dem es sich um einen als religiöse Auseinandersetzung getarnten sexuellen Missbrauch der Kinder gehandelt zu haben scheint.
Bicêtre nahm später alle Problemfälle der Pariser Bevölkerung auf und unterschied dabei nicht zwischen Armen, Kranken und Kriminellen: Geisteskranke (die bis zur Ankunft von Philippe Pinel, der von 1792 bis 1794 medicin chef de l’hospice de Bicêtre war, angekettet wurden), Betrüger, Mörder, Vagabunden und Delinquenten jeglicher Art, auch in flagranti ertappte Homosexuelle, seitdem man sie nicht mehr öffentlich verbrannte. Die Gefangenen wurden ausgepeitscht, um ihnen ihr Fehlverhalten auszutreiben.
Während der Revolution wurden aufgrund eines Berichts Mirabeaus diejenigen Gefangenen freigelassen, die hier ohne Urteil einsaßen. Im September 1792 wurden während des Septembermassakers fast 200 Gefangene mit Knüppeln erschlagen, darunter viele Kinder, die auf den Straßen wegen kleineren Diebstählen, Bettelei oder Vagabundierens aufgegriffen worden waren. Später nahm Bicêtre Falschmünzer auf, die zu der Zeit als Gegenrevolutionäre angesehen wurden. Sie wurden in der Mehrzahl wegen angeblicher Beteiligung an einer Gefangenenverschwörung im Juni 1794 bezichtigt und guillotiniert. Am 10. Februar 1794 beging der Politiker Jacques Roux in Bicêtre Selbstmord, um der Guillotine zu entgehen.

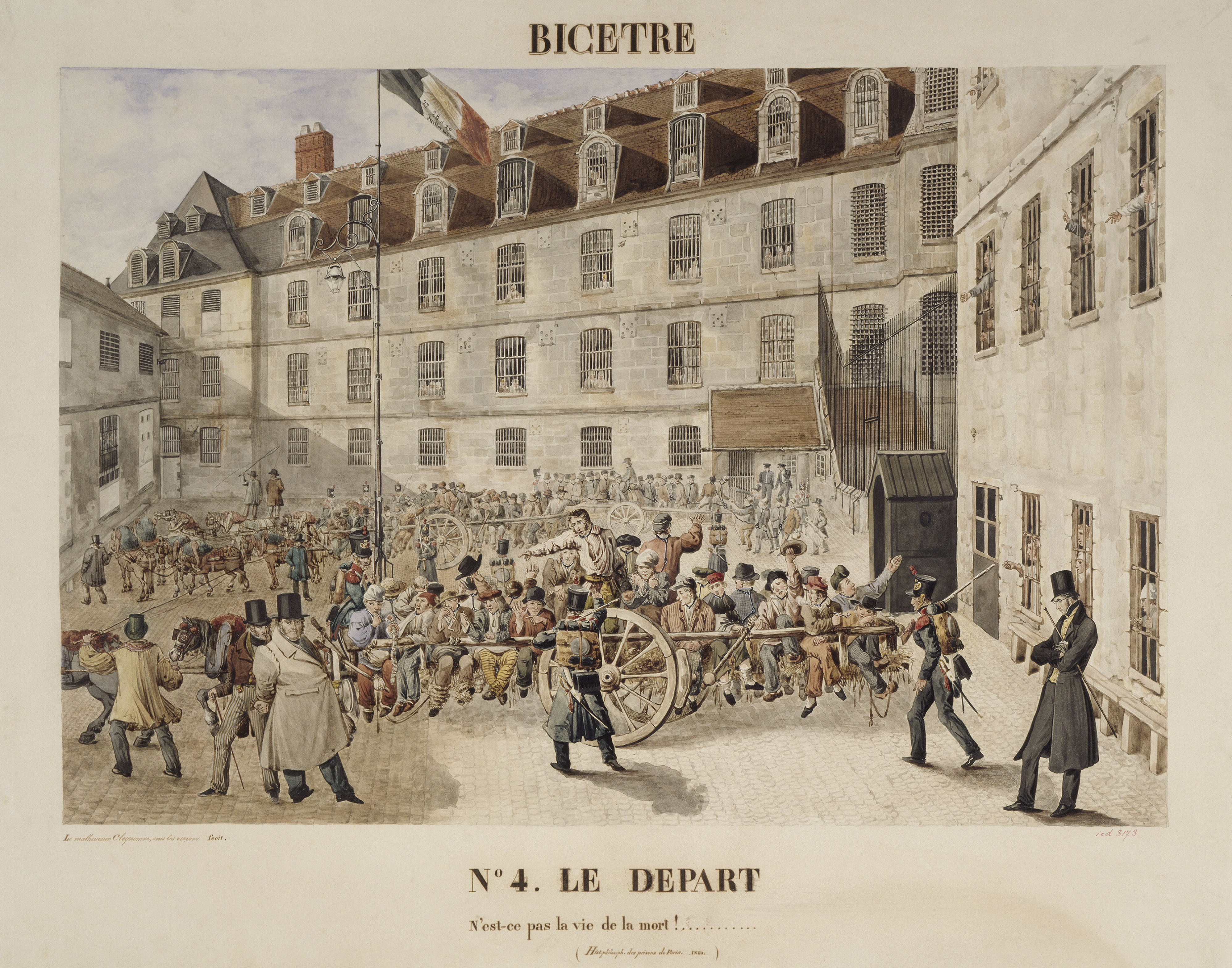
Le Malheureux Cloquemin Sous les Verroux, 1830, stellt den Transport in Ketten von Bicêtre zum Bagno dar

 1790 soll es in Bicêtre bereits Zwangsjacken gegeben haben, hergestellt von einem Polsterer namens Guilleret. Auch wurden hier am 17. April 1792 die ersten Versuche mit der Guillotine durchgeführt, erst an lebenden Schafen, dann an den Leichnamen von drei Vagabunden. Ab 1793 diente Bicêtre als Durchgangsstation für die Strafkolonien. Prominenter Insasse war im Jahr 1803 für kurze Zeit der Marquis de Sade. 1808 besuchte auch der Arzt und Anatom Franz Joseph Gall die Anstalt zu Versuchszwecken für seine Vorlesungen und zur Bestätigung seiner Schädel- und Gehirnlehre, der Phrenologie.
1836 wurde die Einrichtung als Gefängnis geschlossen.
Bicêtre ist auch bekannt für seinen riesigen Brunnen, der 1733 gegraben wurde: 5 Meter im Durchmesser und 60 Meter tief. 1855 wurde eine Dampfmaschine installiert, bis dahin wurde das Wasser von Gefangenen und Geisteskranken (später nur noch von Geisteskranken) hochgeholt.
Die Sterblichkeitsrate in Bicêtre lag in den Jahren von 1815 bis 1818 bei 18,75 % jährlich.
An der Stelle des alten Komplexes befindet sich heute das Centre Hospitalier Universitaire (CHU) du Kremlin-Bicêtre und ein Teil der medizinischen Fakultät der Universität Paris-Süd.

## Bicêtre in der Literatur
- Victor Hugos Roman Der letzte Tag eines Verurteilten spielt in Bicêtre.
- Honoré de Balzacs Oberst Chabert verbringt seine letzten Tage in Bicêtre.
- Eugène Sue wählte in seinem Roman Die Geheimnisse von Paris Bicêtre als Schauplatz einiger Kapitel aus.[5]
- Georges Simenon: Die Glocken von Bicêtre.
- Louis-Ferdinand Céline: Reise ans Ende der Nacht